# Lana (nome)
Lana  è un nome proprio di persona inglese, russo e croato femminile.

## Origine e diffusione
Il nome è in uso, indipendentemente gli uni dagli altri, nei paesi slavi e in quelli inglesi:
- Nei primi si tratta semplicemente di un ipocoristico del nome Svetlana[1][2]; in cirillico è scritto Лана[1]
- Nei secondi, dove è stato popolarizzato dall'attrice Lana Turner verso la fine degli anni trenta, viene generalmente considerato un ipocoristico di Alana[1][2], tuttavia il suo uso è attestato ben prima di quello di "Alana", e probabilmente si è originato a partire da altri nomi diffusi nel XIX secolo, come ad esempio Lena, Lina o Luna[2].

Va notato che il nome coincide anche con diversi termini di altre lingue (l'italiano, spagnolo e rumeno "lana", l'hawaiiano lana, "galleggiante", e lo swahili lana, "maledizione"), ai quali non è in alcun modo correlato.

## Onomastico
Nel caso lo si consideri un'abbreviazione di Alana, si può festeggiare l'onomastico del nome lo stesso giorno di Alan; negli altri casi è adespota, e quindi ricade il 1º novembre, giorno di Ognissanti.

## Persone

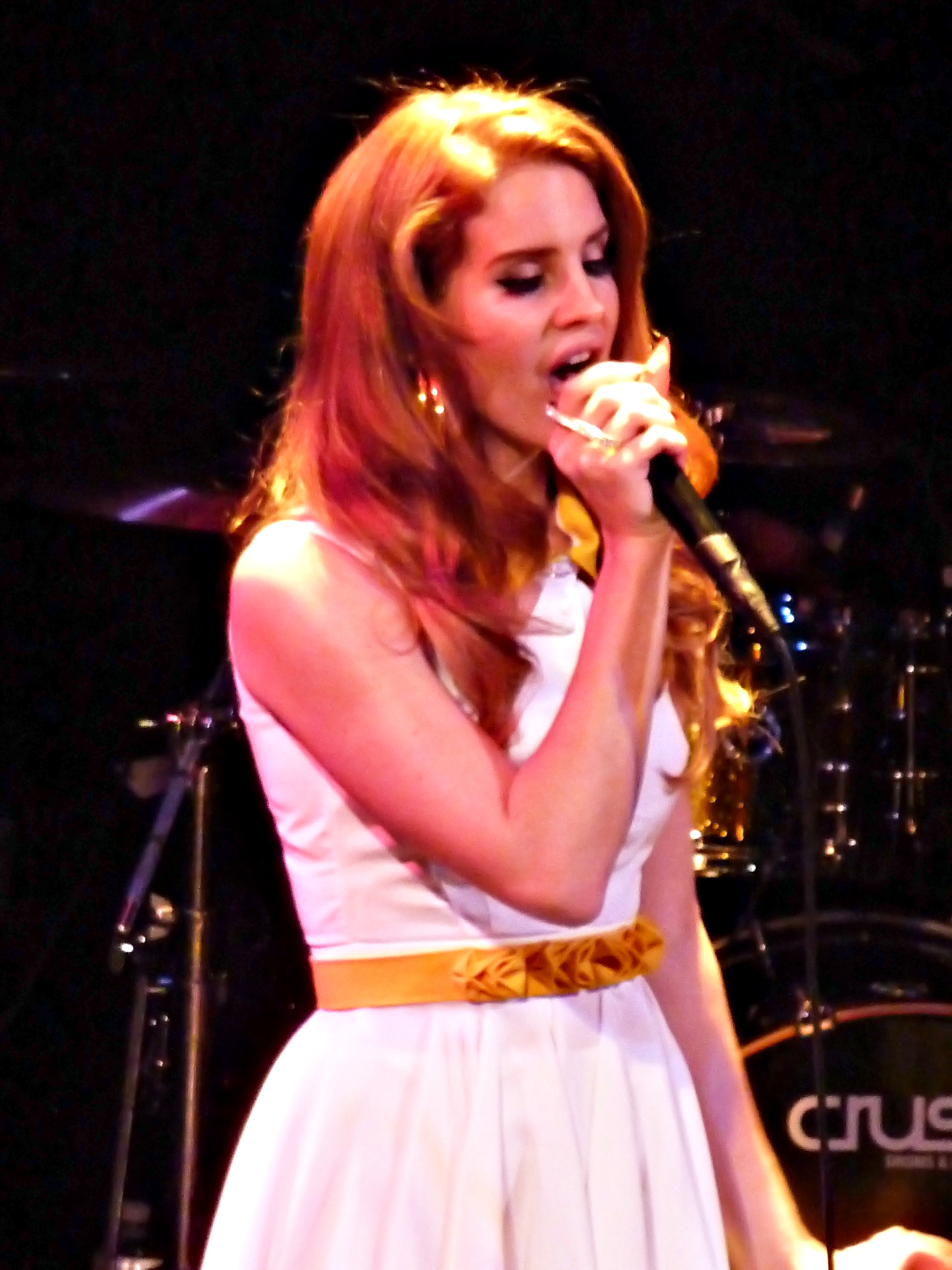
Lana Del Rey

- Lana Clarkson, attrice e modella statunitense
- Lana Del Rey, cantautrice e modella statunitense
- Lana Obad, modella croata
- Lana Parrilla, attrice statunitense
- Lana Peters, altro nome con cui è nota Svetlana Allilueva, scrittrice sovietica naturalizzata statunitense.
- Lana Turner, attrice statunitense
- Lana Vladi, modella e conduttrice televisiva russa
- Lana Wachowski, regista, sceneggiatrice e produttrice cinematografica statunitense.

## Il nome nelle arti
- Lana Lang è un personaggio della saga di Superman.
- Lana Loud è un personaggio della serie animata  A casa dei Loud.